# Pidgin salomonense
El pidgin salomonense (autoglotónimo: Pijin) también conocido como neosalomonense es una lengua criolla de base inglesa hablada en las Islas Salomón. Está estrechamente relacionada al tok pisin de Papúa Nueva Guinea y al bislama de Vanuatu; los cuales podrían se considerados dialectos de una sola lengua. Está también relacionado al criollo del Estrecho de Torres, aun más distante.
En 1999 tenía 307.000 hablantes como segunda - o tercera- lengua con un índice de alfabetización del 60% como primera lengua y de 50% como segunda lengua.

## Historia

### 1800–1860
Durante los inicios del siglo XIX, una jerga inglesa, conocida como beach-la-mar, se desarrolló y extendió a través del Pacífico occidental como la lingua franca utilizada entre comerciantes asociados con la industria ballenera a finales del siglo XVIII, el comercio del sándalo en la década de 1830, y comercio del pepino de mar de la década de 1850.

### 1860–1880
Entre 1863 y 1906, la práctica del blackbirding fue utilizada para obtener mano de obra para la plantación de caña del azúcar en Queensland, Samoa, Fiyi y Nueva Caledonia. A principios de la época del comercio de la caña, los hacendados australianos empezaron a reclutar trabajadores en las Islas de la Lealtad a inicios de la década de 1860, en las Islas Gilbert y las Islas Banks a mediados de esa década, en las Nuevas Hébridas y las Islas Santa Cruz en la década de 1870, y en Nueva Irlanda y Nueva Bretaña de 1879 cuándo el reclutamiento de trabajadores se volvió difícil. Alrededor de 13,000 salomonenses fueron llevados a Queensland durante este periodo de comercio laboral.
El pidgin (de los kanakas) fue utilizado en las plantaciones y se convirtió en la lingua franca hablada entre los trabajadores melanesios (los kanakas, como eran llamados) y sus supervisores europeos. Cuándo los salomonenses volvieron a las Islas Salomón al final de sus contratos, o cuándo fueron repatriados forzosamente al final del periodo de comercio laboral (1904),  llevaron el pidgin a las Islas Salomón. Los ancianos hoy aún recuerdan las historias narradas por sus patrones en Queensland muchos años después de su regreso

### 1880–1900
Las lenguas de las plantaciones continuaron hasta el siglo XX incluso cuando el proceso de blackbirding había cesado. Debido a la naturaleza cambiante del tráfico laboral se originaron variedades como el pidgin de plantación samoano, el tok pisin de Nueva Guinea y otros pidgins de plantación y pidgins oceánicos como el bislama y pidgin salomonense.

### Después de 1900
En 1901, había aproximadamente 10.000 isleños del Pacífico laborando en Australia, la mayoría en la industria de la caña del azúcar en Queensland y el norte de Nueva Gales del Sur, muchos trabajando como trabajadores no abonados. El Acta de los Trabajadores Isleños del Pacífico de 1901, fue el instrumento que el parlamento de Australia utilizó para deportar aproximadamente 7.500 isleños del Pacífico.
Hasta 1911 aproximadamente 30.000 salomonense fueron trabajadores no abonados en Queensland, Fiyi, Samoa y Nueva Caledonia. El uso de pidgin salomonense por las iglesias y misioneros produjo la dispersión de la lengua.
Con la Pax Britannica y el advenimiento del sistema de plantación local en las Islas Salomón, el uso de pidgin salomonense se reactivó y la lengua empezó para extenderse por el país.  También adquirió más características lingüísticas salomonenses.  Durante el siglo XX el pidgin salomonense mantuvo su expansión: acontecimientos históricos como el movimiento emancipador Maasina Ruru y la Segunda Guerra Mundial, así como los cambios sociales como la urbanización, jugaron una rol central en la transformación de la lengua. Es ahora la lingua franca del país, aunque no tiene estado oficial.

### Desde 2000
A pesar de ser la lingua franca de las Islas Salomón, el pidgin salomonense ha quedado solo como una lengua hablada, con poco o ningún esfuerzo hecho por décadas por parte del gobierno nacional por estandarizar su ortografía y gramática. Los esfuerzos en estandarización han sido hechos por asociaciones cristianas como SITAG. Ellos elaboraron un diccionario parcial desde 1978 (Simons y Young 1978), un diccionario completo de pidgin salomonense desde 2002 (Jourdan 2002), una lista de ortografía (Beimers 2010) y una descripción completa de su gramática (Beimers 2009). En este caso el pidgin salomonense ha quedado como una lengua muy flexible y enfocado principalmente en la entrega de mensaje, sin consideración de detalles formales para la construcción de la frase.  Una traducción de la Biblia al pidgin salomonense también representa una estandarización de algunos aspectos del idioma.

## Pronunciación
| Sonido en inglés – IPA | Sonido en pidgin salomonense– IPA | Ejemplo en pidgin salomonense                | Origen en inglés                            |
| ---------------------- | --------------------------------- | -------------------------------------------- | ------------------------------------------- |
| ch @– [tʃ]             | s @– [s]                          | tisa, sea, mas (hamas)                       | Profesor, silla, mucho (cuánto?)            |
| ch @– [tʃ]             | si @– [si]                        | sios                                         | Iglesia                                     |
| sh @– [ʃ]              | s @– [s]                          | sot, bus, masin                              | Corto, arbusto, máquina                     |
| th @– [θ]              | s @– [s]                          | maos                                         | Boca                                        |
| th @– [θ]              | t @– [t]                          | torowe, torowem, ating, andanit              | Echa, echa fuera, pienso, debajo            |
| th @– [ð]              | t @– [t]                          | brata, barata, bro                           | Hermano                                     |
| th @– [ð]              | d @– [d]                          | deswan, diswan, this, wan                    | Esto uno                                    |
| th @– [ð]              | r @– [ɹ]                          | nara, narawan                                | Otro, otro                                  |
| z @– [z]               | s @– [s]                          | resa                                         | Navaja                                      |
| -er @– [ɹ]             | Un @– [ɑ]                         | mata, mada (mami), soa, faea                 | Asunto, madre, llaga de dolor, fuego        |
| O; ir/er @– [oɹ]; [ɹ]  | o; Un/e @– [o]; [ɑ]/[ɛ]           | bon, bonem, bone, fastaem, festime (festaem) | Nacido, quemadura, aguantado, primer tiempo |

(Recreado con IPA de las obras de Wateha'un, Jourdan, y Mugler.)

### Variación en pronunciación
Varias fonemas consonánticos muestran variación, en parte dependiendo de los antecedentes lingüísticos personales del hablante, por ejemplo, el perfil fonológico de la(s) lengua(s) vernácula(s) que hablan en casa.
| Sonidos | Pidgin salomonense           | Español              |
| ------- | ---------------------------- | -------------------- |
| b, v    | kabis, kavis                 | Verduras comestibles |
| f, b    | futbol, butbol               | Fútbol               |
| f, p    | samfala, sampala             | Algunos              |
| p, b    | puteto, buteto               | Papa                 |
| r, l, d | raes, laes(raro), daes(raro) | Arroz                |
| v, w    | volkeno, wolkeno             | Volcán               |
| j, s, z | jam (AFI: [ʧam]), sam, zam   | Salto                |
| f, h    | faea, haea                   | Fuego                |

Varios casos de variación se dan sencillamente debido al regular pérdida de sonido de las consonantes sonoras al final de sílabas (una variación común en las lenguas del mundo)
| Sonidos | Pidgin salomonense | Español  |
| ------- | ------------------ | -------- |
| b, p    | krab, krap         | Cangrejo |
| d, t    | hed, het           | Cabeza   |
| G, k    | pig, pik           | Cerdo    |
| v, f    | faev, faef         | Cinco    |

Otros casos reflejan el hábito extendido, entre las lenguas oceánicas, de asociar la sonoridad con la prenasalización:
| Sonidos | Pidgin salomonense | Español            |
| ------- | ------------------ | ------------------ |
| b, mb   | kabis, kambis      | Verdes comestibles |
| d, nd   | ridim, rindim      | Leer               |
| G, ngg  | digim, dinggim     | Cavar              |
| w, ngw  | woa, ngwoa         | Guerra             |

## Frases de presentación
Aftanun olketa! = ¡Buenas tardes a todos!
Nem blo mi Charles = Mi nombre es Charles
Hao nao (iu)? (Iu hao?) = Cómo estás
Wat na nem blo iu? = ¿Cuál es tu nombre?
Iu blo wea? = ¿De dónde eres?
Mi hapi tumas fo mitim iu. =  Encantado de conocerte.
Wanem nao lanus iu save? = ¿Qué lenguas conoces?

## Respuestas
Mi olraet nomoa =  Estoy bien
Mi gut (nomoa) =  Estoy bien
Oraet nomoa = Todo bien
Ma iu (yu) hao? = ¿Y tú cómo estás?
Tanggio tumas = Muchas gracias

## Pronombres personales
|             |             | Singular | Dual       | Prueba      | Plural          |
| ----------- | ----------- | -------- | ---------- | ----------- | --------------- |
| 1.ª persona | exclusiva   | mi       | mitufala   | mitrifala   | mifala          |
| 1.ª persona | inclusiva   | mi       | iumitufala | iumitrifala | iumifala, iumi  |
| 2.ª persona | 2.ª persona | iu       | iutufala   | iutrifala   | iufala          |
| 3.ª persona | 3.ª persona | hem      | tufala     | trifala     | ol, olketa, ota |

### Número
El pidgin salomonense, como otras lenguas a las que está relacionado, tiene distinción entre pronombres singulares, duales, triales y plurales. Las formas duales se refieren a dos personas o cosas, las formas triales refieren a tres y las formas plurales refieren a más de tres. Estas formas de pronombre no ocurren en inglés pero son común en las lenguas del Pacífico Sur.

### Clusividad
Los pronombres en pidgin salomonense también utilizan forma inclusiva y exclusiva. Las características de las formas inclusiva y exclusiva sólo existen en los pronombres de primera persona dual, trial, y plural. Por ejemplo, el pronombre de primera persona dual inclusivo, iumitufala, significa ‘nosotros' (tú y yo, incluyendo el oyente), y el pronombre de primera persona exclusiva dual, mitufala, significa ‘nosotros' (él/ella y yo, excluyendo el oyente). Este pronombre dual inclusivo es utilizado muy frecuentemente en las Islas Salomón. Es utilizado más a menudo en sermones religiosos cuándo el hablante está refiriendo a una relación entre él/ella y un individuo concreto en la audiencia.

## Preguntas
- Wea nao ples blong/blo iu? Dónde está tu lugar? (por ejemplo: ¿Cuál es tu dirección?)
- Iu stap lo wea distaem? ¿Dónde estás tú ahora?
- Wanem nao datwan? (apuntando a un objeto) ¿Qué es eso?
- Hamas nao bae hem kostem mi fo sendem wanfala erogram go lo' Japan  ¿Cuánto me costará mandar esta carta a Japón?
- Hu nao bae save helpim mifala weitim diswan rabis? = ¿Quién nos ayudará/podrá ayudarnos con este desorden?
- Wea nao mi bae save paiem fea fo plen? = ¿Dónde podré/podría comprar un boleto de avión?
- Hamas pipol save fitim insaet lo trak blo' iu? = ¿Cuántas personas puede llevar tu camión/auto/camioneta?
- Iu garem pikinini? – Nomoa. = ¿Tú tienes hijos? -No

## Expresiones generales
- Tanggio tumas fo helpem mi = Muchas gracias por tu ayuda
- No wariwari. Hem oraet nomoa.  = No hay problema. Está bien.
- Hem! = ¡Es ese!
- Hem na ya! = ¡Listo! o ¡Te lo dije! (Mucha gente sonríe cuando un extranjero usa correctamente esta frase)
- Iu naesbola tumas! = ¡Eres muy lindo!”
- Mi karange! = ¡Guau! [liter. “¡Estoy loco!”]
- Mi dae nau! = Literalmente "Estoy muriendo" pero es usado para expresar sorpresa o impacto.
- Tu konman! = ¡Mentiroso!
- Iu karange? = ¿Estás loco?
- Diswan hem bagarap. = Esto está roto
- Mi no save pem. = No puedo pagarlo
- Iu save gud tumas pijin! = ¡Entiendes es pidgin salomonense muy bien!
- Iu save tumas! = ¡Tu sabes mucho!
- Mi no save. = No sé o no puedo
- Lukim iu! = Adiós (literally: ¡Te veo después!)
- Bro blo' mi / sista blo' mi = Mi hermano/Mi hermana (usado respetuosamente para referirse a la persona con la que se habla – usado por un extranjero es muy útil para romper el hielo)
- Diswan hemi bulsit blo' waitman nomoa. = Este es simplemente un hombre blanco sin sentido.
- Mi garem soa, mi go long nambanain. = Estoy herido, estoy yendo al hospital Nambanain (“Número nueve” era el nombre del hospital principal en Honiara)[13]
- Hemi dae finis. El ya está muerto.

## Sufijo de verbo transitivo
En comparación a sus formas inglesas originales, en el transitivo del pidgin salomonense los verbos tienen un morfema adicional en la forma de un sufijo. A los angloparlantes, este sonido de morfemas les suena a un verbo + 'le' o 'les.' El sufijo se realiza con los morfemas -m, -im, y -em. Por ejemplo, en el pidgin salomonense la palabra para 'amor' sería lavem.
Ejemplos:
ejemplo:
bild-im haos
construir+SUF casa
construir una casa
ejemplo:
pe-im skul yuniform
comprar+SUF casa uniforme
comprar un uniforme escolar
ejemplo:
let-em yu go
dejar+SUF tú ir
dejarte ir

## Epéntesis
Otros fenómenos lingüísticos que ocurridos en las transiciones del inglés al pidgin salomonense es la adición de vocales en el interior y al final de una palabra. Como la mayoría de lenguas de las Islas Salomón, no ocurren combinaciones de consonantes ni consonantes al final de las palabras. Por ese motivo, los hablantes de la lengua añaden vocales entre consonantes en y al final de la palabra para adaptar las palabras inglesas a la gramática del pidgin salomonense. La selección de las vocales añadidas es normalmente hecha de acuerdo con ciertas reglas de armonía vocal. Por ejemplo, la palabra 'negocio' ([bɪznɛs]) deviene en * bisinis o * bisinisi (dependiendo de la edad y dialecto del hablante). "Trabajo" es waka.

## Ejemplos de audio
- Good News – Pidgin salomonense (Lecturas religiosas)